# Мікенська мова
Стаття з серії:

Грецька мова
- Прагрецька мова
- Мікенська мова
- Давньогрецька мова
- Койне
- Середньогрецька мова
- Новогрецька мова
  - Катаревуса
  - Димотика

Мікенська мова (грец. Μυκηναϊκή διάλεκτος — мікенський діалект) — найдавніша серед засвідчених форма грецької мови, поширена на материковій частині Греції і на Криті з XVI по XI століття до н. е. до дорійського вторгнення.

## Дослідження
Мікенська мова збереглась у вигляді написів, виконаних лінійною писемністю Б — писемністю, винайденою на Криті раніше 14 століття до н. е. Більшість пам'яток цієї писемності збереглося у формі глиняних табличок, знайдених в Кноссі (центральному Крит), і в Пілосі, розташованому на південному заході Пелопоннесу британським археологом Артуром Евансом. Сама ж мова дістала назву за містом Мікени, де був знайдений перший палац, що належить до цієї епохи.
Таблички довгий час залишалися нерозшифрованими, висувалися найфантастичніші гіпотези щодо мови, на яких вони були написані, допоки 1952 року писемність не була розшифрована Майклом Вентрісом і не було доведено, що таблички написані прадавньою формою грецької мови. Тексти на табличках є в основному списками і описами господарського характеру. Попри це, вдалось отримати багато інформації про мікенську цивілізацію, яка існувала на зорі так званих Темних століть Греції.

## Пам'ятки
Пам'ятки грецької писемності мікенської епохи складаються із близько 6 000 глиняних табличок і черепків, написаних лінійним письмом Б в період приблизно з 1400 по 1230 до н. е. Дотепер не знайдено монументальних написів, зроблених цим письмом, як і записів мікенської мови за допомогою інших писемнностей.
У випадку автентичності, кафканський камінь, датований 17 століттям до н. е., є найстаршою з усіх відомих пам'яток мікенської письменності, а отже, найдавнішою пам'яткою грецької мови.

## Орфографія
Лінійна писемність В складається з приблизно 200 складових знаків та логограм. Оскільки лінійна писемність B походить від лінійної писемності А (писемності нерозшифрованої досі мінойскої мови, ймовірно, не пов'язаної з грецькою мовою), воно не повністю відбиває фонетику мікенської мови. По суті, обмеженим числом складових знаків записувалась значно більша кількість складів, що зручніше було б записувати літерами алфавіту, у зв'язку з чим повинні були бути вироблені спрощення орфографії. Нижче наведено основні з них:
- Немає розрізнення грецьких фонетичних категорій дзвінкості і придихання, за винятком зубних d і t. (E-ko може позначати і як egō, так і як ekhō).
- m або n перед приголосними та l, m, n, r, s наприкінці складу опускаються. (Pa-ta — panta; ka-ko — khalkos).
- Сполучення приголосних можуть на письмі розбиватися додатковими голосними. (Po-to-li-ne — ptolin).
- r та l не розрізняються. (Pa-si-re-u — basileus).
- початкове придихання не позначається. (A-ni-ja — hāniai).
- довгота голосних не вказується.
- Z використовується на позначення *dy, початкових y, *ky, *gy.
- q є лабіо-велярним kw або gw, а в деяких випадках w(Qo-u-ko-ro — gwoukoloi, класичне boukoloi).
- Початкова s перед приголосним не пишеться. (Ta-to-mo — stathmos).
- Подвійні приголосні не пишуться (Ko-no-so — Knōsos, класичне Knossos).

Крім того, знаки не є поліфонічними, вони позначають тільки один звук, але іноді можуть бути омофонічними (один звук може бути представлений декількома знаками). В довгих словах може опускатися середній або кінцевий знак.

## Фонетика
На письмі розрізнялися п'ять голосних (a, e, i, o, u), напівголосні звуки w та j (яка також транскрибується як y), три сонорних приголосних m, n, r (r також позначала звук l), один свистячий s та шість смичних (p, t, d, k, q) (звичайна транскрипція для всіх лабіовелярних) і z (включає звуки [K ʲ], [р ʲ] и [D ʲ], пізніше перейшли в грецьке ζ).
Існував також звук /w/, який зберігався у деяких грецьких діалектах як дигамма, поки не був повністю втрачений, а також інтервокальний /h/.
В мікенській мові збереглося багато архаїчних рис індоєвропейської спадщини, таких як лабіовелярні приголосні, які до часу появи грецької абетки кілька сот років по тому піддалися контекстно-залежним змінам.

## Морфологія
На відміну від інших форм грецької мови, у мікенській мові існувало сім відмінків:
- називний
- родовий
- давальний
- знахідний
- орудний
- місцевий
- кличний.

Цікаво, що саме ці 7 відмінків використовує сучасна українська мова. Орудний та місцевий відмінки у класичній грецькій та новогрецькій мові вийшли з ужитку, збереглися тільки називний, знахідний, родовий та кличний відмінки.